# Institución Catalana de Genealogía y Heráldica

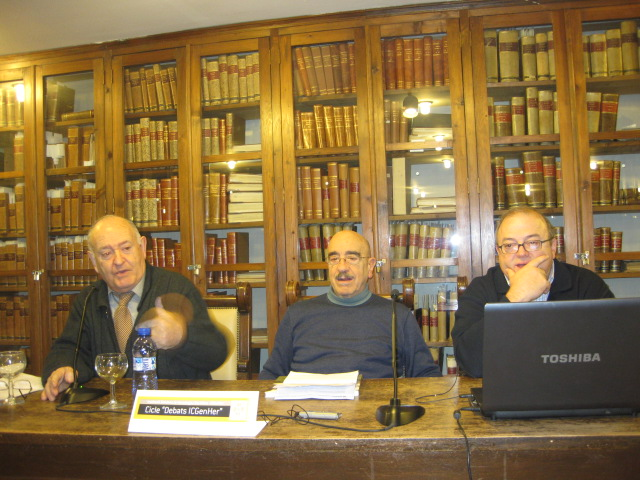
Antoni Pladevall, Armand de Fluvià i Esteve Canyameres durante un debate de la ICGenHer sobre la genealogía en el Ateneo de Barcelona.

La Institución Catalana de Genealogía y Heráldica (en catalán Institució Catalana de Genealogia i Heràldica, ICGenHer) es una institución que investiga, estudia, difunde y asesora en materia de genealogía, heráldica, nobiliaria, vexilología, sigilografía, y todas aquellas otras disciplinas que integran la emblemática general.
Fue fundada el 24 de octubre de 2007 por el actual presidente, Armand de Fluvià i Escorsa. Publica la revista ARMORIA.
La Junta de Gobierno está compuesta por las siguientes personas; Armand de Fluvià i Escorsa, Presidente; Joaquim de la Calzada i Fernández, Vicepresidente; Javier de Cruïlles de Peratallada y Vidal, Secretario; Ignasi Ametlla i Guxens, Tesorero y Gerard Marí i Brull, Pere F. Puigderrajols i Jarque, Raimon Pavia i Segura, Josep Coma-Matute i Casas y Sergi Jover i Rejsek, vocales.

## Publicaciones
- L’apropiació dels Símbols Nacionals de Catalunya per part d’historiadors aragonesos. (2009) (en catalán)
- Catalunya, un país sense escut. (2010) (en catalán)
- Manual d’Heràldica i Tècnica del Blasó, coedición con la Editorial Galerada (2010) (en catalán)
- Els falsaris i les falsificacions nobiliàries (2010) (en catalán)
- La genealogia com a cultura popular de la seva vinculació a la terra, a la casa, a l'ofici (2010) (en catalán)
- Llinatge dels Margarit, del segle XIV al XIX i la de tots els llinatges vinculats (2010) (en catalán)